# إدوارد في. كاري
إدوارد في. كاري هو ضابط وسياسي أمريكي، ولد في 18 يونيو 1909، وتوفي في 1 مارس 1982. نشط حزبياً في الحزب الديمقراطي. وقد انتخب عضو جمعية ولاية نيويورك ‏ وانتخب عضو مجلس ولاية نيويورك ‏.